# Oppeby församling
Oppeby församling var en församling i Linköpings stift inom Svenska kyrkan i Kinda kommun i Östergötlands län. Församlingen uppgick 2010 i Rimforsa församling.
Församlingskyrka var Oppeby kyrka.
Folkmängd 2006 var 296 invånare.

## Administrativ historik

församling vapen

Församlingen har medeltida ursprung.
Församlingen var till 1962 annexförsamling i pastoratet Hägerstad och Oppeby. Från 1962 till 2010 var församlingen annexförsamling i pastoratet Tjärstad, Kättilstad, Hägerstad och Oppeby. Församlingen uppgick 2010 i Rimforsa församling.
Församlingskod var 051306.

## Komministrar[4]
Lista över komministrar. 1922 drogs komministertjänsten in och ersattes med ständiga adjunkter.
| Ämbetstid | Namn                            | Levnadstid | Övrigt                                       |
| --------- | ------------------------------- | ---------- | -------------------------------------------- |
| 1620-1640 | Joannes Jacobi Notopolitanus    | -1649      | Senare kyrkoherde i Hägerstads församling.   |
| 1640-1652 | Andreas Haquini Kylander        | -1652      |                                              |
| 1652-1676 | Petrus Jonae Wolnander          | -1687      | Senare kyrkoherde i Hägerstads församling.   |
| 1676-1703 | Magnus Petri Hagman             | -1710      | Senare kyrkoherde i Hägerstads församling.   |
| 1703-1735 | Petrus Magni Hegrelius (Linder) | 1668-1735  |                                              |
| 1736-1748 | Bengt Lindstrand                | 1697-1748  |                                              |
| 1749-1763 | Samuel Reuselius                | 1711-1763  | Senare kyrkoherde i Hägerstads församling.   |
| 1763-1776 | Pehr Noehring                   | 1713-1776  |                                              |
| 1778-1798 | Olof Rosvall                    |            | Senare kyrkoherde i Frödinge församling.     |
| 1799-1810 | Nils Lorentz Meurling           |            | Senare kyrkoherde i Västra Husby församling. |
| 1810-1834 | Johan Törnblom                  | 1769-1834  |                                              |
| 1835-1852 | Johan Hellström                 |            | Senare kyrkoherde i Dalhems församling.      |
| 1852-1869 | Johan Peter Fagerström          |            | Senare kyrkoherde i Björsäters församling.   |
| 1871-1886 | Christian Fredrik Lindblom      | 1839–1917  | Senare kyrkoherde i Askeby församling.       |
| 1887-1899 | Axel Gottfrid Jacobson          |            | Senare kyrkoherde i Skedevi församling.      |
| 1899-1918 | Gustaf Oskar Lundborg           |            | Senare kyrkoherde i Bankekinds församling.   |

### Ständiga adjunkter
| Ämbetstid | Namn                       | Levnadstid | Övrigt |
| --------- | -------------------------- | ---------- | ------ |
| 1922      | Henrik Karl Einar Karlsson | 1895-1941  |        |
| 1922      | P. Elmstrand               |            |        |
| 1922-1924 | Artur Emanuel Stjernholm   | 1894-1973  |        |
| 1924-1925 | Gustav Halvard Svensson    | 1894-      |        |
| 1926-     | Nils Edvin Winblad         | 1877-1951  |        |

## Klockare, kantor och organister
| Ämbetstid | Namn                      | Levnadstid | Övrigt   |
| --------- | ------------------------- | ---------- | -------- |
| 1690      | Johan                     |            | Klockare |
| 1704      | Jons Håkansson            |            | Klockare |
| 1741–1742 | Jonas                     |            | Organist |
| 1761–1811 | Zachris Nilsson           | 1733–1811  | Klockare |
| 1812–1820 | Per Didr. Dahlström       | 1783–      | Klockare |
| 1840–1887 | Gabriel Gottfrid Wistrand | 1815–1892  | Organist |